# Шрестха
Шрестха (непальск. श्रेष्ठ) — непальская фамилия. Данный термин произошёл от санскритского слова «шиста», в переводе означающего «наиболее выдающийся», «великодушный». На неварском языке производное от него понятие «шьяшья» означает «воин».
Шрестха — вторая по размерам неварская каста в Непале, представители которой, принадлежа к варне кшатриев, вплоть до объединения государства занимали различные руководящие посты при дворе Малла, находившихся у власти в XIII—XVIII веках. Эпоха Малла получила наименование «Золотой век Непала» в силу огромного количества присущих ей культурных и архитектурных достижений. Также выходцы из касты, входившие в состав варны вайшьев, занимались торговлей и заключением сделок на территории, простиравшейся от Непала до Тибета. Они способствовали сохранению независимости Непала в условиях внешнеполитической экспансии, осуществлявшейся великими державами, в том числе империей Великих Моголов. После окончания политики собирания земель кхасы вытеснили касту, оказывавшую им сопротивление, из традиционно занимаемых ею ниш. В настоящее время Шрестхи — одно из наиболее динамически развивающихся сообществ Непала, проявившее себя в медицине, гражданской авиации, научных исследованиях и разработке технологий, государственной службе, финансовой и банковской деятельности.

## Выдающиеся носители фамилии

### Политические деятели

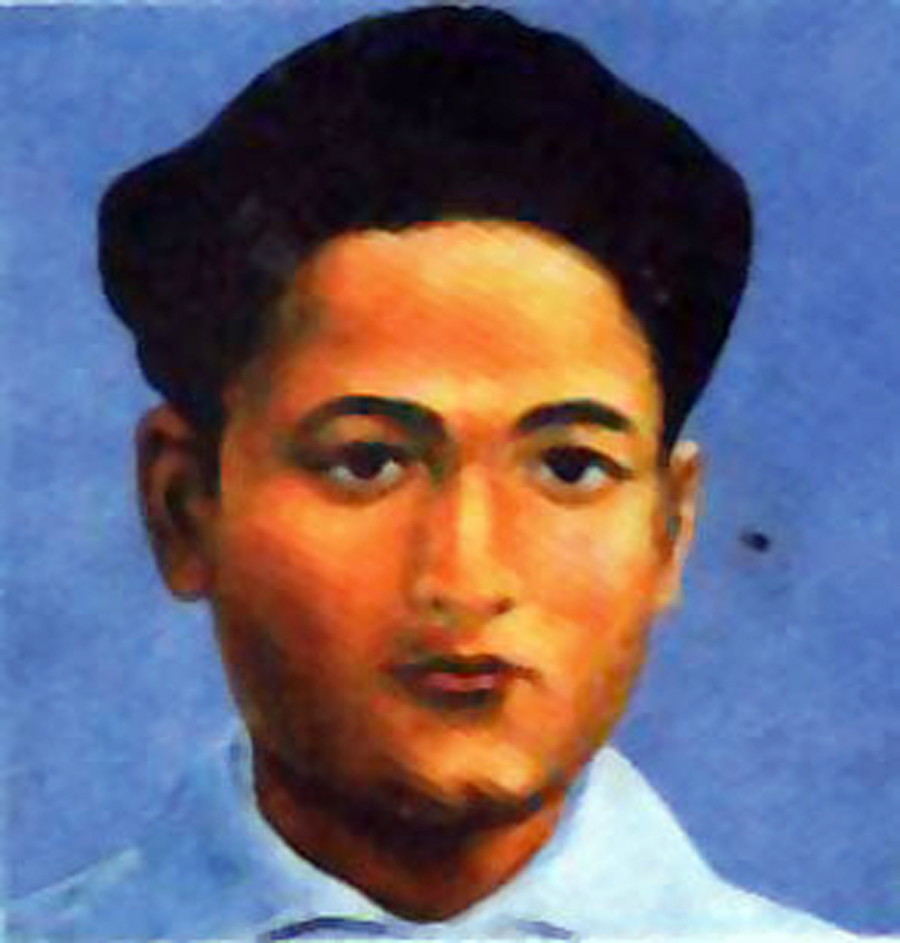
Ганга Лал

- Ганга Лал[англ.] — политик, один из четырёх казнённых заговорщиков организации «Непал праджа паришад».
- Кришна Мохан[непальск.] — первый генеральный инспектор вооружённой полиции Непала[непальск.].
- Марич Ман Сингх — Премьер-министр Непала в 1986—1990 годах.
- Нараян Каджи[итал.] — политик, заместитель премьер-министра Непала в 2011—2012 годах
- Пушпа Лал — основатель Коммунистической партии Непала.

### Деятели культуры и искусства

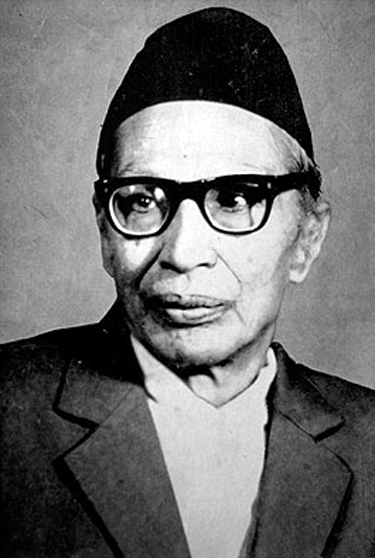
Сиддхи Чаран

- Сиддхи Чаран[непальск.] — «юга кави» («поэт эпохи»), один из наиболее выдающихся литературных деятелей Непала.
- Ракеш — папарацци из Индии.
- Дурга Лал[англ.] — поэт-лирик.
- Ганеш Лал[англ.] — поэт-лирик.
- Мадан Кришна[непальск.] — комик, актёр, певец[2].
- Шива[англ.] — актёр.
- Шри Кришна[англ.] — актёр[2].
- Намрата[англ.] — актриса и модель[2].
- Сушма[англ.] — певица Болливуда.

## Общественные деятели
- Джагал Лал[англ.] — педагог, писатель.

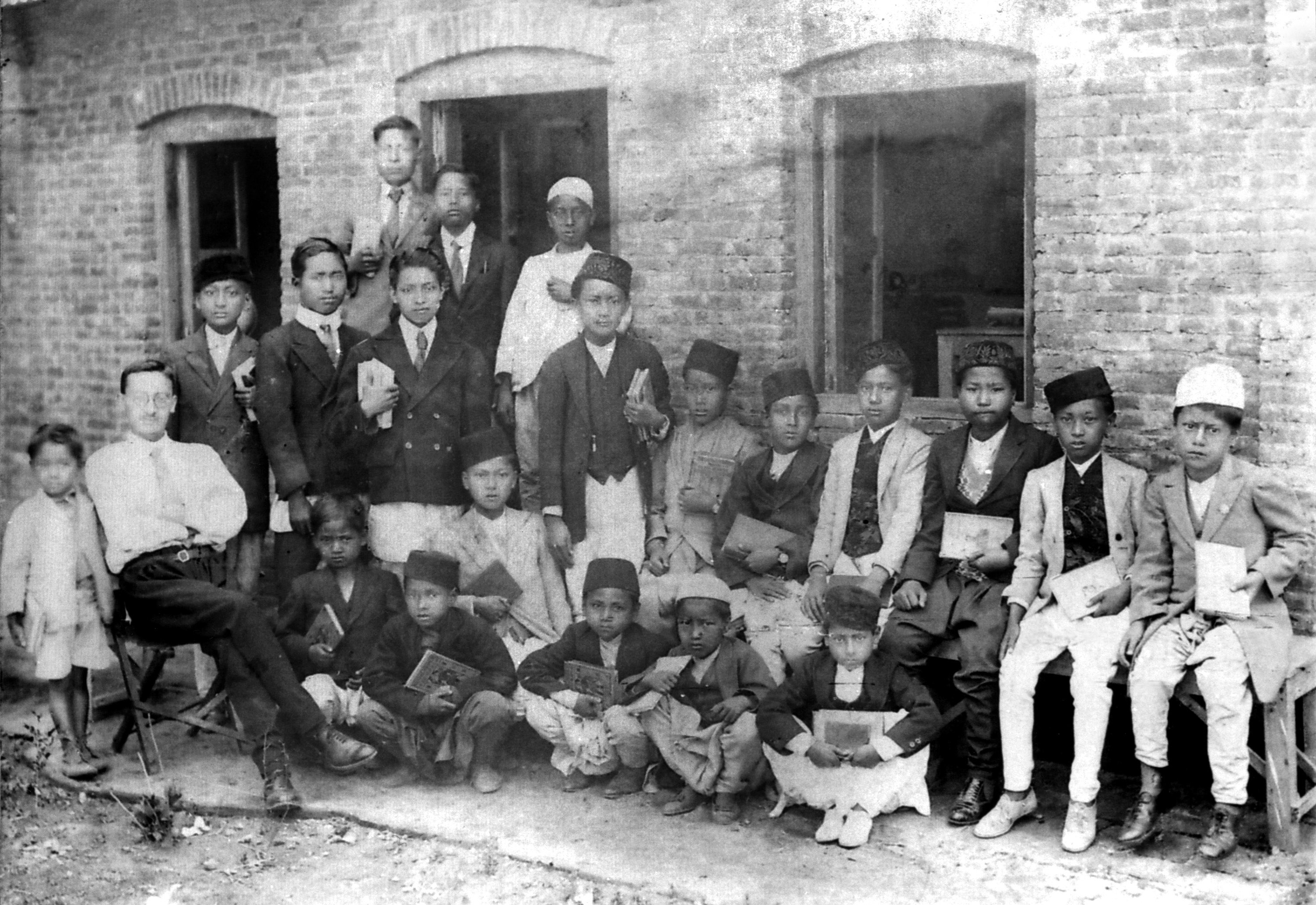
Джагат Лал (второй слева) со своими учениками. 1932 год.

- Сарита[англ.] — первый бакалавр аюрведы, медицины и хирургии[англ.] в Непале.
- Наваюг[непальск.] — футболист, выступающий за клуб армии Непала[англ.][2].
- Бишну[англ.] — военнослужащий индийской армии непальского происхождения.
- Асми[англ.] — Мисс Вселенная Непала 2016[англ.].
- Ишани[англ.] — Мисс Вселенная Непала 2012[англ.][2].
- Нагма[англ.] — Мисс Земля Непала 2012[англ.].
- Шристи[англ.] — Мисс Вселенная Непала 2012[2].
- Садичча[англ.] — Мисс Непал 2010[англ.].